# Blackout! 2
Blackout! 2 – drugi studyjny album amerykańskiego duetu hip-hopowego Method Man & Redman wydany 19 maja 2009 roku nakładem wytwórni Def Jam Recordings. Sesja nagraniowa miała miejsce w The Island Def Jam Music Group w latach 2008 – 2009. Za stronę muzyczna odpowiadają głównie Erick Sermon, Rockwilder, Pete Rock, Mathematics, Buckwild oraz. Gościnnie pojawili się m.in. Raekwon, Ghostface Killah (obaj z grupy Wu-Tang Clan), Keith Murray, Bun B.
Album zadebiutował na 7. miejscu notowania Billboard 200 oraz 7. miejscu notowania Top R&B/Hip-Hop Albums. Płyta ukazała się 10 lat po premierze pierwszej części album.

## Lista utworów
| #  | Tytuł                                                         | Producent                | Sample                                     | Czas |
| -- | ------------------------------------------------------------- | ------------------------ | ------------------------------------------ | ---- |
| 1  | „BO2 Intro”                                                   | Mathematics              | - Phyllis Hyman – „Magic Mona”             | 2:34 |
| 2  | „I’m Dope Nigga”                                              | Havoc                    |                                            | 4:11 |
| 3  | „A-Yo” (gośc. Saukrates)                                      | Pete Rock                | - Phyllis Hyman – „Magic Mona”             | 3:44 |
| 4  | „Dangerous Mcees”                                             | Erick Sermon             |                                            | 2:34 |
| 5  | „Everybody Scream” (gośc. Keith Murray)                       | Swiff D                  |                                            | 4:27 |
| 6  | „Hey Zulu” (gośc. Poo Bear)                                   | Rockwilder               |                                            | 3:12 |
| 7  | „City Lights” (gośc. Bun B)                                   | Nasty Kutt               | - UGK – „One Day”                          | 5:03 |
| 8  | „Father's Day”                                                | Ty Fyffe                 | - Joe Simon – „Walking Down Lonely Street” | 2:57 |
| 9  | „Mrs. International” (skit)                                   | Redman                   |                                            | 0:57 |
| 10 | „Mrs. International” (gośc. Erick Sermon)                     | Buckwild                 | - The Blue Notes – „Here I Am”             | 3:39 |
| 11 | „How Bout Dat” (gośc. Ready Roc, Streetlife)                  | Vinny Idol               |                                            | 3:59 |
| 12 | „Dis Iz 4 All My Smokers”                                     | DJ Scratch               | - Nancy Wilson – „Ain’t No Sunshine”       | 4:17 |
| 13 | „Lock Down” (skit) gośc. C.O Ellis, DJ Kayslay, Ready Roc)    | Redman                   |                                            | 1:15 |
| 14 | „Four Minutes to Lock Down” (gośc. Raekwon, Ghostface Killah) | Bink!                    | - Brooklyn Bridge – „Echo Park”            | 3:22 |
| 15 | „Neva Herd Dis B4”                                            | Erick Sermon             |                                            | 4:03 |
| 16 | „I Know Sumptn” (gośc. Poo Bear)                              | King David               |                                            | 3:32 |
| 17 | „A Lil Bit” (gośc. Melanie Rutherford)                        | Rockwilder, Chris N Teeb |                                            | 4:11 |

## Notowania
| Rok  | Album       | Notowanie | Notowanie | Notowanie | Notowanie | Notowanie | Notowanie  |
| Rok  | Album       | USA 200   | USA R&B   | Kanada    | Digital   | USA Rap   | Tastemaker |
| ---- | ----------- | --------- | --------- | --------- | --------- | --------- | ---------- |
| 2009 | Blackout! 2 | 7         | 2         | 10        | 7         | 2         | 5          |